# Original Single Kollektion
Original Single Kollektion är en samlingsbox av det tyska bandet Rammstein. Boxen innehåller de sex första singlarna som bandet släppte tillsammans med en plansch och ett fotografi på bandet från 1994.

## Innehåll
Alla låtar är skrivna av Rammstein, förutom "Das Modell" som är skriven av Ralf Hütter, Florian Schneider och Karl Bartos.

### Du riechst so gut
1. "Du riechst so gut" – 4:50
2. "Wollt ihr das Bett in Flammen sehen" – 5:19
3. "Du riechst so gut (Scal Remix)" (Remix av Project Pitchfork) – 4:45

### Seemann
1. "Seemann" – 4:49
2. "Der Meister" – 5:09
3. "Rammstein in the House (Timewriter-RMX)" – 6:26

### Engel
1. "Engel" – 4:23
2. "Sehnsucht" – 4:02
3. "Rammstein (Eskimos & Egypt Radio Edit)" – 3:40
4. "Rammstein (Eskimos & Egypt Instrumental Edit)" – 3:32
5. "Rammstein" – 4:25

### Engel (Fan-Edition)
1. "Engel (Extended Version)" – 4:34
2. "Feuerräder" (Live-version) – 4:47
3. "Wilder Wein" – 5:41
4. "Rammstein (Eskimos & Egypt Instrumental Edit)" – 3:27

### Du hast
1. "Du hast" – 3:54
2. "Bück dich" – 3:21
3. "Du hast" (Remix av Jacob Hellner) – 6:44
4. "Du hast" (Remix av Clawfinger) – 5:23

### Das Modell
1. "Das Modell" – 4:46
2. "Kokain" – 3:09
3. "Alter Mann (Special Version)" (med Bobo) – 4:22
4. "Asche zu Asche" (Computerspiel für Windows)